# Love and Youth
Love and Youth är Jenny Wilsons debutalbum, utgivet på skivbolaget Rabid Records 2005. 

## Låtlista
1. "Crazy Summer" – 3:18
2. "Summer Time - The Roughest Time" – 3:32
3. "Let My Shoes Lead Me Forward" – 4:27
4. "Those Winters" – 3:33
5. "Bitter? No, I Just Love to Complain" – 4:24
6. "Would I Play with My Band?" – 4:07
7. "Love and Youth" – 4:34
8. "A Hesitating Cloud of Despair" – 3:07
9. "Love Ain't Just a Four Letter Word" – 5:10
10. "Common Around Here" – 4:09
11. "Hey, What's the Matter?" – 4:58
12. "Balcony Smoker" – 2:32

## Mottagande
Love and Youth fick ett blandat mottagande och snittar på 2,8/5 på Kritiker.se, baserat på fyra recensioner. Bland de kritiska rösterna fanns Helsingborgs Dagblads recensent Karin Fredriksson som skrev "Den hemmagjorda syntpopen har en viss charm - i 3 minuter, men inte 47. Man känner sig till slut som en studsboll i en torktumlare. Och Jennys nasala galande är faktiskt outhärdligt". Till de mer positiva recensionerna hörde bl.a. Svenska Dagbladets, vars recensent Lars Lovén kallade Love and Youth "en övertygande, problematiserande och ganska elektronisk uppgörelse med uppväxten". Även Dagensskiva.com och Nöjesguiden gav positiva recensioner.